# 西伊場町
西伊場町（にしいばちょう）は静岡県浜松市中央区の町名。丁番を持たない単独町名である。住居表示実施済み。

## 地理
浜松駅から西に車で約10分くらいのところに位置している。東で東伊場一丁目及び南伊場町、西で入野町、南で若林町、北で佐鳴台一丁目及び鴨江二丁目と接する。

### 学区
- 浜松市立鴨江小学校
- 浜松市立西部中学校

## 歴史

### 沿革
- 1889年（明治22年）4月1日 - 町村制の施行により、敷知郡伊場村が周辺の村と合併し、敷知郡浅場村となる。旧村名は浅場村の大字として残る[WEB 7]。
- 1896年（明治29年）4月1日 - 郡制の施行により、浅場村の所属郡が浜名郡に変更となる。
- 1908年（明治41年）10月1日 – 浅場村の一部（大字伊場など）が浜松町に編入される[WEB 7]。
- 1911年（明治44年）7月1日 – 浜松町が市制施行し、浜松市となる。
- 1925年（大正14年）5月1日 -  地籍整理により、大字伊場及び大字東鴨江の各一部を合わせて西伊場町が成立[書籍 1]。
- 1966年（昭和41年）2月1日 - 住居表示の実施に伴い、東伊場町及び鴨江町の各一部を編入する。また、西伊場町及び東伊場町の各一部を合わせて南伊場町が成立[WEB 8]。
- 1967年（昭和42年）8月1日 - 住居表示の実施に伴い、鴨江町・西伊場町・東伊場町の各一部を合わせて鴨江二丁目が成立[WEB 8]。
- 1968年（昭和43年）6月1日 - 住居表示の実施に伴い、東伊場町・菅原町・西伊場町の各一部を合わせて東伊場一丁目が成立[WEB 8]。
- 1972年（昭和47年）8月1日 - 住居表示の実施に伴い、蜆塚町・西伊場町・広沢二丁目の各一部を合わせて蜆塚二丁目が、蜆塚町・入野町・西伊場町・富塚町の各一部を合わせて蜆塚四丁目が成立。また、蜆塚町・西伊場町・入野町・鴨江三丁目の各一部を合わせて山手町が成立[WEB 8]。
- 1973年（昭和48年）6月1日 - 住居表示の実施に伴い、西伊場町が入野町の一部を編入する[WEB 8]。また、可美村大字若林との間で境界変更が実施される[WEB 9]。
- 1976年（昭和51年）1月1日 - 住居表示の実施に伴い、入野町及び西伊場町の各一部を合わせて佐鳴台一丁目が、入野町・西伊場町・山手町・蜆塚町の一部を合わせて佐鳴台四丁目が新設される[WEB 8]。
- 1979年（昭和54年）4月1日 - 浜松市立西図書館が開設される[WEB 10]。
- 2007年（平成19年）4月1日 - 浜松市が政令指定都市となる。西伊場町は中区の一部となる。
- 2022年（令和4年）2月1日 - 住居表示の実施に伴い、中区南伊場町及び南区若林町の各一部を編入する[WEB 11]。
- 2024年（令和6年）1月1日 - 浜松市の行政区再編により、西伊場町は中央区の一部となる。

## 施設
- 社会福祉法人みんなの森福祉会まつのき保育園
- 浜松市立鴨江小学校
- 静岡県立浜松西高等学校・中等部
- 浜松西郵便局
- そよら浜松西伊場
- 杏林堂薬局西伊場店
- 上野屋西伊場店
- apollostationセルフ西伊場SS（英和エネルギーが運営）
- セブン-イレブン浜松西伊場町店
- ローソン浜松西伊場町店
- ファミリーマート浜松西伊場店

## 交通

### バス
- 遠鉄バス20志都呂宇布見線：（浜松駅 方面 - ）西伊場町 - 西郵便局（ - 山崎（志都呂経由）／舞阪駅（イオンモール浜松志都呂経由）方面）

### 道路
- 静岡県道62号浜松雄踏線（雄踏バイパス）
- 浜松市道広沢西伊場線（西高坂）
- 浜松市道西伊場志都呂1号線（雄踏街道）

## その他

### 警察
警察の管轄区域は以下の通りである。
| 番・番地等 | 警察署         | 交番・駐在所 |
| ---------- | -------------- | ------------ |
| 全域       | 浜松中央警察署 | 東伊場交番   |

### 消防
消防の管轄区域は以下の通りである。
| 番・番地等 | 消防署   | 本署/出張所 |
| ---------- | -------- | ----------- |
| 全域       | 中消防署 | 鴨江出張所  |

### 書籍
1. ↑  『浜松市史 三』浜松市役所、1980年3月26日、354,356頁。

### WEB
1. ↑  “h02_22.csv”.   総務省 (2022年2月10日). 2024年10月2日閲覧。
2. ↑  “chuouku_menseki.xlsx”.   浜松市 (2024年3月12日). 2024年10月2日閲覧。
3. ↑  “静岡県 浜松市中央区 西伊場町の郵便番号 - 日本郵便”.   日本郵便. 2025年2月15日閲覧。
4. ↑  “市外局番の一覧”.   総務省 (2022年3月1日). 2024年10月2日閲覧。
5. ↑  “事業所案内及び管轄地域（事務所3件、分室3件）”.   一般社団法人静岡県自動車会議所. 2024年10月2日閲覧。
6. ↑  “住居表示実施状況”.   浜松市 (2024年1月4日). 2024年6月13日閲覧。
7. 1 2  “historyofcities.pdf”.   静岡県総務部合併推進室・財団法人静岡県市町村振興協会. 2024年9月19日閲覧。
8. 1 2 3 4 5 6  “zissizennzi.pdf”.   浜松市. 2024年8月8日閲覧。
9. ↑  “historyofcities.pdf”.   静岡県総務部合併推進室・財団法人静岡県市町村振興協会. 2024年9月19日閲覧。
10. ↑  “図書館のあゆみ｜浜松市立図書館｜浜松市”.   浜松市. 2024年9月24日閲覧。
11. ↑  “中区西伊場町、南伊場町及び南区若林町における町の区域の変更等について／浜松市”.   浜松市 (2024年1月4日). 2024年8月8日閲覧。
12. ↑  “東伊場交番｜静岡県警察”.   静岡県警察 (2024年1月1日). 2024年6月17日閲覧。
13. ↑  “消防署の町別管轄「に」／浜松市”.   浜松市 (2020年3月25日). 2024年6月17日閲覧。